# 937 (szám)
A 937 (római számmal: CMXXXVII) egy természetes szám, prímszám.

## A szám a matematikában
A tízes számrendszerbeli 937-es a kettes számrendszerben 1110101001, a nyolcas számrendszerben 1651, a tizenhatos számrendszerben 3A9 alakban írható fel.
A 937 páratlan szám, prímszám. Jó prím. Normálalakban a 9,37 · 102 szorzattal írható fel.
Mírp. Csillagprím.
A 937 négyzete 877 969, köbe 822 656 953, négyzetgyöke 30,61046, köbgyöke 9,78543, reciproka 0,0010672. A 937 egység sugarú kör kerülete 5887,34463 egység, területe 2 758 220,960 területegység; a 937 egység sugarú gömb térfogata 3 445 937 386,6 térfogategység.
A 937 helyen az Euler-függvény helyettesítési értéke 936, a Möbius-függvényé −1.